# بروك سيمبسون
بروك سيمبسون (بالإنجليزية: Brooke Simpson)‏ هي مغنية أمريكية، ولدت في 22 مايو 1991 في Hollister, North Carolina ‏ في الولايات المتحدة.